# Dolmen de Sant Ponci
Le dolmen de Sant Ponci est un dolmen situé à Molitg-les-Bains, dans le département français des Pyrénées-Orientales.

## Historique
Le dolmen a été découvert en 1966 par Jean Abélanet.

## Description
Le dolmen est complètement ruiné. Il n'en demeure que la dalle de chevet (0,55 m de long sur 0,20 m d'épaisseur), les orthostates ouest (1,335 m de long sur 0,12 à 0,20 m d'épaisseur) et est (1,60 m de long, 0,88 m de haut sur 0,20 m d'épaisseur). L'entrée de la chambre était probablement située au sud-sud-est. La table de couverture (1,90 m de long sur 1,40 m de large et 0,20 à 0,25 m d'épaisseur) a glissé sur le côté oriental du tumulus. Cette dalle est recouverte de plus de 40 cupules de tailles diverses (4 à 9 cm de diamètre), dont 2 reliées par un petit sillon, et comporte au centre une gravure représentant une petite croix. Le tumulus semble être de forme circulaire.